# Rosie Fellner
Rosie Fellner est une actrice irlandaise née en 1978 à Tipperary en Irlande. Elle est la nièce du producteur Eric Fellner et est mariée à Adrian Vitoria.

## Filmographie
- 1997 : So-Called Friends : Glory Factor
- 1997 : Cull
- 1998 : All Our Sins Remembered : Emily Brajinski
- 1999 : Distant Shadow : Michelle Wallace
- 2000 : Two Days, Nine Lives
- 2000 : Urban Gothic : Dell
- 2000 : The Fast Show :
- 2002 : My Hero : Carole
- 2002 : Nine Lives : Emma
- 2003 : Ten Minutes : Emma
- 2003 : Crossroads : Jenny Roberts
- 2003 : The Eustace Bros. : Amanda
- 2004 : Lard
- 2004 : Goodnight Matthew : Rosie
- 2004 : Moi, Peter Sellers (The Life and Death of Peter Sellers) : Emma - la secrétaire de Selinger
- 2004 : Mile High : Jilly
- 2005 : Down to Earth : Roz
- 2005 : Cuts : Rosie/Femme Fatale
- 2006 : The Alan Clark Diaries : Joei Harkess
- 2006 : The Line of Beauty : Melanie
- 2006 : Hollyoaks : Viki green
- 2007 : Magicians : Shelly
- 2008 : The Crew : Pamela Thompson
- 2009 : Casualty : Annie Munro
- 2009 : Boogie Woogie : Rachel Leighton
- 2009 : Coffee Sex You : Maria
- 2009 : Hit Girls : Emma
- 2011 : Age of Heroes d'Adrian Vitoria : Sophie Holbrook
- 2014 : L'affaire Jessica Fuller de Michael Winterbottom
- 2018 : Mara de Clive Tonge : Helena